# Pandora aleurodis
Pandora aleurodis är en svampart som först beskrevs av Balazy & Manole, och fick sitt nu gällande namn av S. Keller 2005. Pandora aleurodis ingår i släktet Pandora och familjen Entomophthoraceae.   Inga underarter finns listade i Catalogue of Life.